# Liste der Kinos in Berlin-Dahlem
Die Liste der Kinos in Berlin-Dahlem gibt eine Übersicht aller Kinos, die im heutigen Berliner Ortsteil Dahlem existiert haben und noch existieren. Die Liste wurde nach Angaben aus den Recherchen im Kino-Wiki aufgebaut und mit Zusammenhängen der Berliner Kinogeschichte aus weiteren historischen und aktuellen Bezügen verknüpft. Sie spiegelt den Stand der in Berlin jemals vorhanden gewesenen Filmvorführeinrichtungen als auch die Situation im Januar 2020 wider. Danach gibt es in Berlin 92 Spielstätten, was Platz eins in Deutschland bedeutet, gefolgt von München (38), Hamburg (28), Dresden (18) sowie Köln und Stuttgart (je 17). 
Gleichzeitig ist diese Zusammenstellung ein Teil der Listen aller Berliner Kinos und der Ortsteillisten.
| Name/Lage             | Adresse       | Bestand   | Beschreibung |
| --------------------- | ------------- | --------- | --- |
| Capitol Dahlem (Lage) | Thielallee 36 | seit 1946 | Das Kino befindet sich in der Thielalle in der Nähe zum Campus der Freien Universität (FU). Die Villa diente dem Präsidenten der Reichsfilmkammer Carl Froelich ab 1939 als Dienstsitz und Wohnung. Er ließ sich einen Filmvorführraum an seine Villa anbauen, um Filmproduktionen sichten zu können. 1945 zerstörte ein Bombentreffer große Teile des Hauses. Beim Wiederaufbau wurde der Vorführraum zu einem öffentlichen Kino vergrößert, das in den folgenden Jahren regelrechten Kultstatus erlangte. Mitte der 1950er Jahre übernahm Gerhard Klein das Kino und veranstaltete regelmäßig ein Literarische Podium mit Lesungen und Vorträgen von bekannten Schauspielern wie Curt Bois, Helmut Qualtinger, Gisela May oder Martin Held. Unvergessen sind auch die Eddie-Constantine-Nächte für FU-Studenten. Das Capitol gehört zu den filmkunstgeprägten Programmkinos der ersten Stunde. Am 14. November 2019 wurde eine Gedenktafel für Gerhard Klein im Capitol Dahlem enthüllt.            |
| Outpost (Lage)        | Clayallee 135 | 1953–1994 | Nachdem die Amerikaner das 1945 beschlagnahmte Onkel-Tom-Kino 1953 wieder zurückgegeben hatten, wurde unter Leitung des amerikanischen Architekten Arnold Blauvelt an der Clayallee ein neues Kino errichtet. Es verfügte auch über einen kleinen Orchestergraben, eine Bühne und 900 Sitzplätze. Seinen Namen erhielt das Kino im Laufe eines Namenswettbewerbes. Die kraftvolle Architektur des ausschließlich für amerikanisches Militärpersonal gedachten Filmtheaters offenbart durchaus ein Stück amerikanisches Selbstbewusstsein in Europa; eben ein Vorposten – ein „Outpost“ – in der Frontstadt des Kalten Krieges. Am 6. Februar 1953 wurde das Outpost Theater an der Clayallee mit dem Western-Film The Iron Mistress (dt. Titel: Im Banne des Teufels) eröffnet. Am 30. Juni 1994 um 19 Uhr lief als letzter Film The Paper (dt. Titel: Schlagzeilen) mit Glenn Close und Michael Keaton. Im September 1994 eröffnete das AlliiertenMuseum. Das Gebäude ist ein gelistetes Baudenkmal. |